# Гибридизация ДНК
Гибридизация ДНК, гибридизация нуклеиновых кислот — соединение in vitro комплементарных одноцепочечных нуклеиновых кислот в одну молекулу. При полной комплементарности объединение происходит легко и быстро, а в случае частичной некомплементарности слияние цепочек замедляется, что позволяет оценить степень комплементарности. Возможна гибридизация ДНК-ДНК и ДНК-РНК.

## Протокол эксперимента
1. Двухцепочечную ДНК разогревают в соответствующем буфере. Из-за изменения внешних условий водородные связи между комплементарными азотистыми основаниями становятся термодинамически невыгодными и цепочки расходятся.
2. Препарат денатурированных ДНК смешивают с другой денатурированной ДНК.
3. Препараты медленно охлаждают, при этом одноцепочечные ДНК гибридизуются друг с другом (образуются водородные связи между комплементарными основаниями) и образуется «гибридная» молекула ДНК.

Анализ скорости отжига (= гибридизации) одноцепочечных ДНК позволяет оценивать сходства и различия в последовательностях ДНК между видами или особями одного вида.

## Вычисление температуры плавления ДНК
Вторичная структура ДНК играет важную роль в биологии, генетической диагностике и других методах молекулярной биологии и нанотехнологии. Поэтому точное определение температуры плавления молекул ДНК или РНК играет самую главную роль во всех молекулярно-биологических методах, например, при подборе проб или олигонуклеотидов для микрочипов или при подборе праймеров для ПЦР.
Существует несколько простых формул вычисления температуры плавления для коротких олигонуклеотидов.
Грубое вычисление температуры плавления (Tm) короткого олигонуклеотида (<20 нуклеотидов) проводят по прямому подсчету количества нуклеотидов (G+C — сумма всех гуанинов и цитозинов, L — длина олигонуклеотида):
{\displaystyle T_{m}=2(L+G+C)},
Усредненная формула подсчета Tm для короткого олигонуклеотида (и для длинных фрагментов ДНК) с учётом концентрации ионов K+ и DMSO:
{\displaystyle T_{m}=77.1+11.7\lg[K^{+}]+{\frac {41(G+C)-528}{L}}-0.75[\%DMSO]},
Однако эти уравнения не учитывают инициацию связывания при гибридизации олигонуклеотида, не учитывают особенности самой последовательности и концевого эффекта, характерный для олигонуклеотидных дуплексов. Поэтому данная формула пригодна в большей степени, где последовательность ДНК усредненная и длина дуплексов свыше 40 нуклеотидов.

## Термодинамика ДНК
Наиболее распространенный метод, используемый сегодня для расчета температуры плавления двухцепочечной или одноцепочечной ДНК, основан на двухступенчатой термодинамической модели. Две комплементарные молекулы ДНК А и В либо связаны друг с другом либо свободны в растворе («random coil state»). Обычно считается, что молекулы А и В полностью комплементарны, поэтому очевидна их гибридизация, а также разрешены одна или несколько ошибок комплементарности в дуплексе, в том числе допустимы и некомплементарные пары G-G, G-T и G-A (wobble pairs).
В случае же только одной молекулы предполагается упаковка её в петлевую структуру.
Процесс гибридизации в дуплекс описывается формулой:
{\displaystyle A+B\longleftrightarrow AB}
где А и В — разные цепи в растворе («random coil state»), и АВ — образованный дуплекс. Данная реакция обратима. Константа равновесия k для этой реакции определяется как:
{\displaystyle k={\frac {[AB]}{[A][B]}}}.
Константа равновесия зависит от концентрации цепей, от температуры, концентрации солей, рН и других компонентов в реакции (например, глицерин или DMSO). Константа k меняется в ответ на изменение концентрации одной или обоих цепей ([At] и/или [Bt]), тогда вся система отвечает на изменения, и тогда индивидуальные концентрации [A], [B] и [AB] тоже изменятся. Например, если в системе больше цепи А, то концентрация [AB] увеличится. Предположим, константа равновесия равна 1,81×106 и концентрация цепей [At] = [Bt] = 10−5M:
{\displaystyle k=1.81\cdot 10^{6}={\frac {[AB]}{[A][B]}}}
{\displaystyle [At]=10^{-5}M=[A]+[AB]}
{\displaystyle [Bt]=10^{-5}M=[B]+[AB]}
Подставляем компоненты в формулы для вычисления k:
{\displaystyle k={\frac {[AB]}{([A]-[AB])([Bt]-[AB])}}}
{\displaystyle k=1.81\cdot 10^{6}={\frac {[AB]}{[A][B]}}}
{\displaystyle 1.81\cdot 10^{6}={\frac {[AB]}{(10^{-5}-[AB])(10^{-5}-[AB])}}}
После перестановки получаем:
{\displaystyle O=k[AB]^{2}-{\frac {k[At]+k[Bt]+1}{[AB]+k[At][Bt]}}}
{\displaystyle O=aX^{2}+bX+c}
где {\displaystyle [AB]=X={\frac {\pm b{\sqrt {(}}b^{2}-4ac)}{2a}}}.
Например, при подстановке в эту формулу [AB] = 7,91x10−6M концентрация цепей составит [A] = [B] = 2,09x10−6M. То есть только 79 % цепей [At] будет связаны в дуплекс [AB].
Возможно ли определить константы равновесия при изменении температуры? Это подводит нас к пониманию важных термодинамическим параметрам как свободной энергии (dG), энтальпия (dH) и энтропия (dS).
Изменения свободной энергии, энтальпия и энтропия происходят при переходе от «температуре Т гибридизации» к беспорядочному, случайному состоянию. Эти отношения определяются формулой dG = dH – TdS, (для концентрации цепей [A] = [B] = [AB] = 1M), тогда идеальная формула для вычисления свободной энергии Гиббса:
{\displaystyle dG_{T}^{0}={\frac {dH^{0}-TdS^{0}}{1000}}}
где T температура в кельвинах, dH° (cal/mol) и dS° (cal/mol K).
Существует полезное соотношение, связывающее изменение свободной энергии Гиббса в ходе химической реакции с её константой равновесия:
{\displaystyle dG_{T}^{0}=-RT\cdot \ln(k)}
где R — универсальная газовая постоянная (1.987cal/mol K).
Комбинируя обе формулы, получаем:
{\displaystyle T={\frac {dH^{0}}{dS^{0}-R\ln(k)}}}
Температура плавления (Tm) определяется при равновесии, когда половину цепей связаны друг с другом и другая половина находится в свободном состоянии, то есть k=1:
{\displaystyle T={\frac {dH^{0}}{dS^{0}}}-273.15}
Температуру плавления для простой петли рассчитывают как {\displaystyle T_{m}(K)={\frac {dH^{0}}{dS^{0}}}}. Для ДНК-дуплекса необходимо учитывать концентрацию каждой цепи (в молях, М). Таким образом, если [A] и [B] — концентрации молекул А и В, то общая концентрация цепей, C равна их сумме, [A] + [B].
Предполагается, что концентрация обоих цепей одинаковая [A] = [B] = C/2. В таком случае
{\displaystyle T_{m}(K)={\frac {dH^{0}}{dS^{0}+R\cdot \ln({\frac {C}{f}})}}}
где f = 4. Для самокомплементарного олигонуклеотида [A0] = C, и тогда и f = 1.
Данная температура плавления определяется только в случае, когда половина молекул связаны друг с другом.
Для самокомплементарного олигонуклеотида k = 1/[At] поэтому:
{\displaystyle T_{m}={\frac {dH^{0}}{dS^{0}+R\ln([At])}}-273.15}
Для некомплементарного дуплекса, когда [At] ≥ [Bt], k =1/([At] — [Bt]/2), Tm вычисляют так:
{\displaystyle T_{m}={\frac {dH^{0}}{dS^{0}+R\ln([At]-{\frac {[Bt]}{2}})}}-273.15}
где [At] — молярная концентрация преобладающей цепи (как правило, ПЦР-праймера), а [Вt] — молярная концентрация цепи с низкой концентрацией (геномная ДНК).

## Вычисление температуры плавления
Приращения ΔG, ΔH и ΔS термодинамических параметров G, H и S рассчитываются на основе модели ближайших соседей (nearest neighbour).
Для точного прогнозирования вторичной структуры ДНК при гибридизации с использованием динамических алгоритмов программирования требуется база данных по всем возможным термодинамическим параметрам для каждой комплементарной пары оснований, а также для всех вариантов при несовпадающих нуклеотидов, для свободных концов, шпилек и петель. Термодинамическая формула вычисления короткого олигонуклеотида основывается на термодинамических параметрах — энтропии S и энтальпии H, для каждой из 10 вариантов сочетаний четырёх нуклеотидов (Таблица 1).
В Таблице 1 представлены термодинамические параметры для ближайших соседей (NN) для пар нуклеотидов при концентрации 1М NaCl.
Для подсчета Tm (°С) осуществляется суммирование всех значений свободной энергии Гиббса для каждой пары с шагом один нуклеотид:
ΔGобщая = ΔGначальное + ΔGсимметрия +∑ΔG + ΔGATконец
| 5’-CGTTGA-3’ | = ΔGначальное + ΔGсимметрия + | CG + GT + TT + TG + GA + ATконец |
| 3’-GCAACT-5’ |                               | GC CA AA AC CT                   |

ΔGтеоретическая = 1.96 + 0 - 2.17 – 1.44 – 1.44 – 1.00 – 1.45 – 1.30 +0.05
ΔGтеоретическая = -5.35 kcal/mol
Аналогично подсчитываются приращения энтропии (ΔH = -43.5 kcal/mol) и энтальпии (ΔS = -122.5):
{\displaystyle T_{m}={\frac {-43.5\cdot 1000}{-122.5+1.9872\ln({\frac {0.0004}{4}})}}-273.15=35.8}
Многие ДНК-дуплексы имеют конкурирующие однонитевые структуры. Это сдвигает равновесие системы, и в результате значение Tm становится меньше предсказанного формулой значения.
Общая формула для вычисления Tm с коррекцией на соль в растворе:
{\displaystyle T_{m}={\frac {\Delta H\cdot 1000}{dS+R\ln({\frac {C}{4}})+0.386(L-1)\ln([K^{+}])}}-273.15}
где L — длина олигонуклеотида, R — газовая постоянная (1.987cal/K mol), c — концентрация олигонуклеотида в (обычно 2x10−7 M), [K+] — концентрация ионов калия в молях (обычно 5x10−2M).
| Последовательность пар (5'-3'/3'-5') | {\displaystyle \Delta H}° kcal/mol | {\displaystyle \Delta S}° cal/(mol·K) | {\displaystyle \Delta G}°37 kcal/mol |
| ------------------------------------ | ---------------------------------- | ------------------------------------- | ------------------------------------ |
| AA/TT                                | -7.6                               | -21.3                                 | -1.00                                |
| AT/TA                                | -7.2                               | -20.4                                 | -0.88                                |
| TA/AT                                | -7.2                               | -20.3                                 | -0.58                                |
| CA/GT                                | -8.5                               | -22.7                                 | -1.45                                |
| GT/CA                                | -8.4                               | -22.4                                 | -1.44                                |
| CT/GA                                | -7.8                               | -21.0                                 | -1.28                                |
| GA/CT                                | -8.2                               | -22.2                                 | -1.30                                |
| CG/GC                                | -10.6                              | -27.2                                 | -2.17                                |
| GC/CG                                | -9.8                               | -24.4                                 | -2.24                                |
| GG/CC                                | -8.0                               | -19.9                                 | -1.84                                |
| инициация                            | +0.2                               | -5.7                                  | +1.96                                |
| концевая пара A-T                    | +2.2                               | +6.9                                  | +0.05                                |
| коррекция на симметрию               | 0.0                                | -1.4                                  | +0.43                                |

## Одиночная ошибка внутри дуплекса
Модель ближайших соседей для комплементарных нуклеотидных пар может расширен для пары, включающие некомплементарные нуклеотиды.
Было показано, что существует тенденция, уменьшающая стабильность некомплементарных пар оснований в порядке убывания:
G-C > A-T > G·G > G·T ≥ G·A > T·T ≥ A·A > T·C ≥ A·C ≥ C·C
Гуанин G является наиболее «неразборчивым» основанием, поскольку он образует как самые «сильные» пары оснований, так и стабильные пары с некомплементарными основаниями (G·G, G·T и G·A).
С другой стороны, цитозин C является наиболее дискриминационным основанием, поскольку он образует самые стабильные комплементарные пары и неустойчивые пары с некомплементарными основаниями (T·C ≥ A·C ≥ C·C),.